# Колония Ланфиер
«Колония Ланфиер» — романтический рассказ русского писателя Александра Грина, впервые опубликованный в 1910 году.

## Сюжет и судьба текста
Действие рассказа происходит на вымышленном тропическом острове. Некто Горн высаживается на берегу и строит себе дом на берегу озера, вдали от посёлка. Он держится в стороне от местных жителей, из-за чего у них возникает антипатия к новому колонисту. Горн находит в ручье россыпи золота. Девушка по имени Эстер признаётся ему в любви, но он её отвергает. На дуэли Горн убивает жениха Эстер, колонисты окружают его дом, чтобы линчевать его. Выбросив из дома золото, Горну удаётся бежать. В финале рассказа он пытается уйти от погони. 
Рассказ был впервые опубликован в 1910 году на страницах «Нового журнала для всех». Литературоведы ставят его в один ряд с рассказом Грина «Остров Рено», написанным годом ранее. Литературовед Аркадий Горнфельд в своей рецензии отметил, что внешняя экзотичность сюжета здесь — не главное. «У Грина это не подделка и не внешняя стилизация: это своё, — написал Горнфельд. — Своё, потому что эти рассказы из жизни странных людей в далеких странах нужны самому автору; в них чувствуется какая-то органическая необходимость — и они тесно связаны с рассказами того же Грина из русской современности: и здесь он — тот же. Чужие люди ему свои, далекие страны ему близки».
В 1969 году по мотивам рассказа был снят одноимённый художественный фильм совместного производства СССР и Чехословакии. Горна в нём сыграл Юозас Будрайтис.